# Kvaziexperiment
Kvaziexperiment je typ empirického výzkumu podobný experimentu a zaměřený na zkoumání kauzálních vazeb, při kterém však sledované objekty nejsou k jednotlivým experimentálním podmínkám přiřazeny náhodně (randomizací). Přiřazení vzniká buď již před zahájením kvaziexperimentu (školní třídy, pracovní skupiny…), ideálně jakožto přirozený experiment co nejnáhodněji, anebo se objekty do skupin vybírají na základě atributů a charakteristik (pohlaví, věk...). Skupiny tak nemusejí být statisticky rovnocenné a také zde nemusí existovat porovnávací (kontrolní) skupina. Hlavním úkolem kvaziexperimentu je podobně jako u řízeného experimentu hledání kauzálních vztahů mezi proměnnými. Na rozdíl od řízeného experimentu však kvaziexperiment vykazuje nižší míru interní validity.

## Podoba
Hlavní částí vytváření kvaziexperimentu je identifikace proměnných. Nezávislá proměnná bude "X", která je řízena tak, aby měla vliv na závislou proměnnou. "X" je obecně uskupení, které je variabilní na různých úrovních. Jedná se o dvě nebo víc skupin. Jedna například dostane pravý lék a druhá placebo (využíváno často v lékařských výzkumech). Závislá proměnná "Y" jsou předpokládané výsledky.

## Výhody
Kvaziexperiment je snazší uskutečnit než pravý experiment, jelikož u randomizovaného experimentu musí proběhnout náhodné přiřazení subjektů. Při použití kvaziexperimentu se také snižuje hrozba problémů s ekologickou validitou (přenositelností do mimoexperimentálních podmínek), která určuje využitelnost výsledků experimentu v praxi a která je problémem u řízeného experimentu. Vzhledem k tomu, že kvaziexperimenty jsou přírodními experimenty, je často možné jejich zjištění implementovat i na jiné předměty a jiné okolnosti nastavení experimentu. Což také umožňuje vytvořit zobecnění využitelné pro populaci, kterou se experiment zabývá. Tato metoda je také výhodná pro výzkumy probíhající po delší dobu, které tak mohou být sledovány v různých prostředích.

## Nevýhody
Kvaziexperimentální odhady dopadů jsou vystaveny hrozbě znehodnocení ze strany matoucích proměnných (subjekty experimentu a jejich „neupřímné chování“). Nedostatek randomizace může sice zjednodušovat proveditelnost experimentu, ale také snižuje vnitřní validitu experimentu. Tento nedostatek randomizace ztěžuje nalezení a vyloučení matoucí proměnné. Vzhledem k tomu, že randomizace chybí, některé znalosti o údajích lze zobecnit, ale závěry příčin vztahů jsou těžce určitelné, v důsledku různých vnějších a matoucích proměnných, které existují v sociálním prostředí. A i kdyby se podařilo tyto matoucí prvky vyloučit, stále je velmi těžké určit příčiny souvislostí, protože u kvaziexperimentu neexistuje úplná kontrola nad vnějšími proměnnými.
Nevýhodou mohou být studijní skupiny, které vytváří slabé důkazy díky nedostatku náhodnosti. Náhodnost přináší řadu užitečných informací ke studiu, protože rozšiřuje výsledky, a poskytuje tak lepší znázornění populace jako celku. Použití nestejně velkých skupin může být také hrozbou pro vnitřní platnost. V případě, že skupiny nejsou stejně velké, což není vždy případ kvaziexperimentu, nemusí být jisté, jaké jsou příčiny výsledků.

## Vnitřní validita (interní platnost)
Vnitřní validita udává míru vhodné interpretace proměnných (do jaké míry se experiment zabývá opravdu tím, čím chceme). To je důvod, proč je validita tak důležitá pro kvaziexperiment, protože jde o příčinné vztahy. Tyto příčinné vztahy se projeví, když se vedoucí experimentu snaží kontrolovat všechny proměnné, které by mohly ovlivnit výsledek experimentu.

## Vnější validita (externí platnost)
Vnější validita udává reprezentativnost výzkumu a zobecnitelnost výsledků. Výsledky výzkumu mají hodnotu předpovědi pro realitu a další výzkumy. Když je vnější platnost vysoká, zobecnění je přesné a může tak představovat vnější svět z experimentu. Externí platnost je velmi důležitá, pokud jde o statistický výzkum, protože se chcete ujistit, že máte správné znázornění populace. Když je externí validita nízká, stává se výzkum více pochybným. Snížení hrozby snížení vnější platnosti může být provedeno tím, že náhodně vybereme účastníky a provedeme náhodné přiřazení.

## Typy
Jedním z nejvíce využívaných je experiment takzvaných nerovnocenných skupin. Obecně tento typ experimentu vyžaduje pretest a posttest ohrožené a porovnávací skupiny. Je to podobné jako u analýzy kovariance (vzájemné vazby mezi veličinami) s tím rozdílem, že zde není rozdělení skupin provedeno náhodně. Právě nedostatek randomizace a výskyt nerovnocenných skupin komplikuje statistickou analýzu experimentu.
V posledních letech se velice populární stává takzvaná nespojitá regrese neboli regression discontinuity design. Jedná se o kvaziexperiment, který měří dopad zásahu porovnáním případů těsně nad intervenčním prahem s případy těsně pod ním, pokud je tento práh definován na spojité proměnné.